# 赫米利納 (基輔州)
50°29′21″N 30°2′29″E / 50.48917°N 30.04139°E
赫米利納（烏克蘭語：Хмільна）是位於烏克蘭北部的村莊，由基辅州布恰区的德米特里夫卡市鎮負責管轄。該村面積0.31平方公里，海拔高度168米，2001年人口134，人口密度每平方公里432.26人。